# Virus Punta Toro
El  virus Punta Toro es una especie de virus perteneciente a la familia Phenuiviridae y al género Phlebovirus.
Los viriones poseen envoltura nuclear y nucleocápside. La envoltura nuclear es de una sola capa. Los viriones son de apariencia esférica y pleomórfica, sin protrusiones aparentes y con unas dimensiones entre 80-20 nm. Esta envoltura rodea a tres nucleocápsides con proyecciones de superficie que consisten en espículas conspicuas. No se advierten ribosomas del hospedador en el interior de esta envuelta. La nucleocapside tiene estructura circular y helicoidal.  
Su genoma está formado por tres segmentos de ARN monocatenario circular con sentido negativo y ambisense.